# Tsehai Haïlé Sélassié
Pour les articles homonymes, voir Selassié.
La princesse Tsehai Haïlé Selassié (13 octobre 1919 - 17 août 1942) est une princesse éthiopienne. 

## Biographie
La princesse Tsehai naît à Addis-Abeba, en 1919. Ses parents sont l'empereur Haïlé Sélassié Ier et l'impératrice Menen Asfaw d'Éthiopie. Elle est la sœur de Tenagnework Hailé Sélasié, de Amha Sélassié et également la princesse Zenebework.
Elle suit une formation d'infirmière au Great Ormond Street Hospital for Sick Children de Londres,, lors de l'exil du couple impérial en Grande-Bretagne (1936-1941). Elle obtient son diplôme de puéricultrice le 25 août 1939 et commence à travailler dans la capitale Britannique durant le Blitz. En 1941, lorsque sa famille retourna en Éthiopie, elle épouse le lieutenant-général (plus tard brigadier-général) Lij Abiye Abebe, et déménage avec lui dans la province de Welega lorsqu'il y est nommé gouverneur.
Elle travaille à l'hôpital Dessie en Éthiopie avec l'ambition de moderniser les hôpitaux éthiopiens. Elle a été présidente d'honneur de l'Association au profit des femmes éthiopiennes (1935-1942). Durant son mandat elle prend position contre l'utilisation du gaz moutarde contra la population éthiopienne par l'armée fasciste de Mussolini lors de l'occupation italienne d'Éthiopie.
La princesse Tsehai décède à Nekemte le 17 août 1942 des suites de complications lors de son accouchement, ainsi que son bébé. Elle est enterrée dans la nécropole royale Ba'eta Le Mariam construite par l'empereur Ménélik II dans son palais à Addis-Abeba.

## Reconnaissance
Encouragé par Sylvia Pankhurst femme politique et militante féministe,  l'empereur Haïlé Sélassié Ier fonde en sa mémoire le Princess Tsehai Memorial Hospital, qui a également servi d'école d'infirmières. Après la révolution de 1974, l'hôpital a été rebaptisé Hôpital général des forces armées.
Dans les années 1950, la journaliste RomanWerq Kassahun lui consacra un livre intutlé Mahitoté Tibeb.

## Distinctions
- Chevalier Grand Cordon avec Collier de l'Ordre de la Reine de Saba (1930).[réf. nécessaire]
- Médaille du couronnement impérial (1930).[réf. nécessaire]

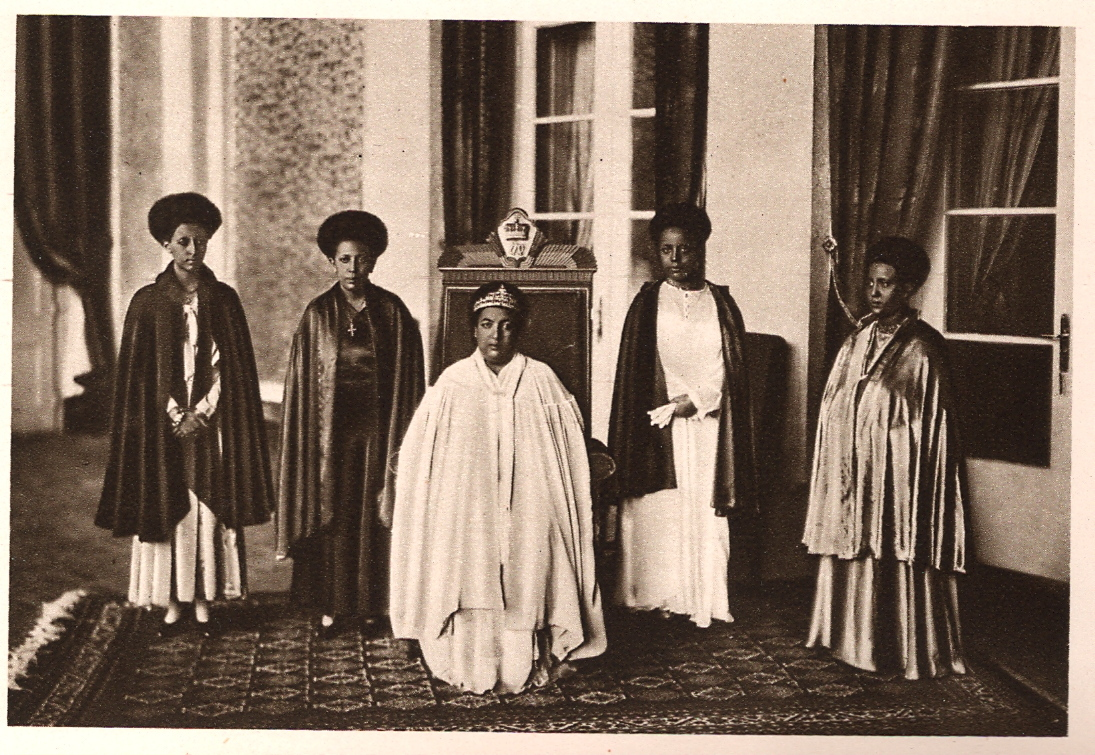
L'impératrice Menen Asfaw assise au centre et debout de gauche à droite : la princesse Tsehai, la princesse Tenagnework et la princesse Zenebework, ses filles, et à l'extrême droite, la princesse Wolete Israel Seyoum, sa belle-fille.